# كودي ماكورميك
كودي ماكورميك هو لاعب هوكي الجليد كندي، ولد في 18 أبريل 1983 في لندن في كندا.

## وصلات خارجية
- كودي ماكورميك على موقع دوري الهوكي الوطني (الإنجليزية)
- كودي ماكورميك على موقع EliteProspects.com (الإنجليزية)
- كودي ماكورميك على موقع Eurohockey.com (الإنجليزية)
- كودي ماكورميك على موقع HockeyDB.com (الإنجليزية)
- كودي ماكورميك على موقع Hockey-Reference.com (الإنجليزية)